# Raïon d'Arzamas
Le raïon d'Arzamas (russe : Арзама́сский райо́н), ou arrondissement (raïon) d'Arzamas, est un territoire administratif en Russie, de l'oblast de Nijni Novgorod, incorporé dans le raïon municipal d'Arzamas. Il se trouve dans la partie sud du centre de l'oblast. Il s'étend sur 2016,9 km2. Son chef-lieu est la ville d'Arzamas (qui ne fait pas partie du raïon). Sa population était de 43 723 habitants en 2010 et de 41 767 habitants en 2021.

## Géographie
Le raïon est de forme compacte, de 40 km du nord au sud et de 50 km d'est en ouest. Il confine au nord avec les raïons de Sosnovo et de Dalneïe Konstantinovo; au sud avec ceux de Chatovka, de Pervomaïskoïe, de Diveïevo; à l'ouest avec le raïon d'Ardatov et le raïon de Vad.

## Histoire
Le raïon est formé en 1929.

## Population
- 2002 : 46086 habitants
- 2008 : 43808 habitants
- 2012 : 43225 habitants
- 2015 : 42278 habitants
- 2019 : 40890 habitants
- 2021 : 41767 habitants

## Subdivisions
Le raïon d'Arzamas est divisé en treize territoires administratifs: une commune urbaine de type bourg ouvrier et douze conseils ruraux. Sept conseils ruraux ont été supprimés en 2009.
- Bourg ouvrier de Vyezdnoïe (siège : Vyezdnoïe) : 3 localités pour 8 343 habitants
- Conseil rural d'Abramovo (siège : Abramovo) : 10 localités pour 3 557 habitants
- Conseil rural de Balakhonikha (siège : Kovaksa) : 13 localités pour 2 263 habitants
- Conseil rural de Bebiaïevo (siège : Bebiaïevo) : 7 localités pour 2 738 habitants
- Conseil rural de Beriozovka (siège : Beriozovka) : 8 localités pour 4 918 habitants
- Conseil rural de Bolchoïe Toumanovo (siège : Bolchoïe Toumanovo) : 7 localités pour 3 139 habitants
- Conseil rural de Chatovka (siège : Chatovka) : 8 localités pour 1 935 habitants
- Conseil rural de Kirillovka (siège : Kirillovka) : 12 localités pour 3 065 habitants
- Conseil rural de Krasnoïe (siège : Krasnoïe) : 2 localités pour 3 329 habitants
- Conseil rural de Lomovka (siège : Lomovka) : 15 localités pour 2 241 habitants
- Conseil rural de Novy Oussad (siège : Novy Oussad) : 2 localités pour 743 habitants
- Conseil rural de Sliznevo (siège : Sliznevo) : 9 localités pour 1 590 habitants
- Conseil rural de Tchernoukha (siège : Tchernoukha) : 9 localités pour 3 906 habitants

NB: Recensement de 2021
| Liste des localités du raïon | Liste des localités du raïon             | Liste des localités du raïon   | Liste des localités du raïon | Liste des localités du raïon        |
| Non.                         | Localité                                 | Statut                         | Population Recensement 2010  | Municipalités                       |
| ---------------------------- | ---------------------------------------- | ------------------------------ | ---------------------------- | ----------------------------------- |
| 1                            | 2-go outchastka sovkhovoza « Chatovski » | possiolok                      | 0                            | Conseil rural de Chatovka           |
| 2                            | Abramovo                                 | village                        | 1383                         | Conseil rural d'Abramovo            |
| 3                            | Balakhonikha                             | village                        | 8                            | Conseil rural de Balakhonikha       |
| 4                            | Balakhonikha                             | possiolok                      | 773                          | Conseil rural de Balakhonikha       |
| 5                            | Bebiaïevo                                | hameau                         | 1585                         | Conseil rural de Bebiaïevo          |
| 6                            | Begovatovo                               | village                        | 92                           | Conseil rural de Chatovka           |
| 7                            | Belozerié                                | village                        | 8                            | Conseil rural de Balakhonikha       |
| 8                            | Beriozovka                               | village                        | 4394                         | Conseil rural de Beriozovka         |
| 9                            | Bestoujevo                               | village                        | 15                           | Conseil rural de Chatovka           |
| 10                           | Bolchoïe Toumanovo                       | village                        | 941                          | Conseil rural de Bolchoïe Toumanovo |
| 11                           | Bouldakovo                               | village                        | 156                          | Conseil rural de Sliznevo           |
| 12                           | Pétrel                                   | possiolok                      | 1                            | Conseil rural de Kirillovka         |
| 13                           | Vassiliev Vrag                           | village                        | 410                          | Bourg ouvrier de Vyezdnoïe          |
| 14                           | Vatskskoïe                               | hameau                         | 2                            | Conseil rural de Bebiaïevo          |
| 15                           | Veriguino                                | village                        | 128                          | Conseil rural d'Abramovo            |
| 16                           | Verijki                                  | village                        | 53                           | Conseil rural de Lomovka            |
| 17                           | Vetochkino                               | village                        | 298                          | Conseil rural de Sliznevo           |
| 18                           | Viniaïevo                                | village                        | 341                          | Conseil rural de Sliznevo           |
| 19                           | Vodovatovo                               | village                        | 1681                         | Conseil rural de Bolchoïe Toumanovo |
| 20                           | Voltchikha                               | hameau                         | 29                           | Conseil rural de Balakhonikha       |
| 21                           | Voltchikha                               | village                        | 228                          | Conseil rural de Lomovka            |
| 22                           | Voltchikhinski Maïdan                    | village                        | 42                           | Conseil rural de Lomovka            |
| 23                           | Vtorousskoïe                             | village                        | 100                          | Conseil rural de Lomovka            |
| 24                           | Vyïezdnoïe                               | possiolok                      | 7783 (pop 2023)              | Bourg ouvrier de Vyezdnoïe          |
| 25                           | Zabelino                                 | hameau                         | 136                          | Conseil rural d'Abramovo            |
| 26                           | Zamiatino                                | village                        | 171                          | Conseil rural de Bolchoïe Toumanovo |
| 27                           | Zaretchnoïe                              | village                        | 72                           | Conseil rural de Beriozovka         |
| 28                           | Issoupovo                                | hameau                         | 4                            | Conseil du village de Novousadsky   |
| 29                           | Kazakovo                                 | village                        | 377                          | Conseil rural de Bebiaïevo          |
| 30                           | Kamenka                                  | village                        | 278                          | Conseil rural d'Abramovo            |
| 31                           | Kirillovka                               | village                        | 1555                         | Conseil rural de Kirillovka         |
| 32                           | Kitchanzino                              | village                        | 764                          | Conseil rural de Krasnoïe           |
| 33                           | Kniazevka                                | hameau                         | 104                          | Conseil rural de Beriozovka         |
| 34                           | Kovaksa                                  | village                        | 493                          | Conseil rural de Balakhonikha       |
| 35                           | Kojino                                   | village                        | 172                          | Conseil rural de Beriozovka         |
| 36                           | Kokarevka                                | hameau                         | 11                           | Conseil rural de Lomovka            |
| 37                           | Kostylikha                               | règlement ferroviaire-gare     | 56                           | Conseil rural de Balakhonikha       |
| 38                           | Kostylikha                               | village                        | 131                          | Conseil rural de Balakhonikha       |
| 39                           | Kotija                                   | village                        | 173                          | Conseil rural de Balakhonikha       |
| 40                           | Krasnaïa Poliana                         | hameau                         | 9                            | Conseil rural de Tchernoukha        |
| 41                           | Krasnoïe                                 | village                        | 2324                         | Conseil rural de Krasnoïe           |
| 42                           | Kroucha                                  | village                        | 148                          | Conseil rural de Lomovka            |
| 43                           | Kouzmine Oussad                          | village                        | 43                           | Conseil rural de Sliznevo           |
| 44                           | Leninskoïe                               | village                        | 43                           | Conseil rural de Bebiaïevo          |
| 45                           | Lidovka                                  | hameau                         | 123                          | Conseil rural de Balakhonikha       |
| 46                           | Lomovka                                  | possiolok                      | 1466                         | Conseil rural de Lomovka            |
| 47                           | Lomovka                                  | village                        | 51                           | Conseil rural de Lomovka            |
| 48                           | Maloïe Toumanovo                         | hameau                         | 244                          | Conseil rural de Bolchoïe Toumanovo |
| 49                           | Marievka                                 | hameau                         | 283                          | Conseil rural d'Abramovo            |
| 50                           | Medyntsevo                               | village                        | 74                           | Conseil rural de Kirillovka         |
| 51                           | Menchtchikovo                            | hameau                         | 32                           | Conseil rural de Tchernoukha        |
| 52                           | Merlino                                  | hameau                         | 473                          | Conseil rural d'Abramovo            |
| 53                           | Morozovka                                | village                        | 331                          | Conseil rural de Kirillovka         |
| 54                           | Motovilovo                               | village                        | 902                          | Conseil rural de Lomovka            |
| 55                           | Naoumovka                                | village                        | 651                          | Conseil rural de Tchernoukha        |
| 56                           | Nikolskoïe                               | village                        | 383                          | Conseil rural de Balakhonikha       |
| 57                           | Novaïa Sloboda                           | hameau                         | 42                           | Conseil rural d'Abramovo            |
| 58                           | Novinki                                  | possiolok                      | 9                            | Conseil rural de Kirillovka         |
| 59                           | Novosselki                               | village                        | 755                          | Conseil rural de Bebiaïevo          |
| 60                           | Novy-Ousad                               | village                        | 764                          | Conseil du village de Novousadsky   |
| 61                           | Ozerki                                   | hameau                         | 23                           | Conseil rural de Beriozovka         |
| 62                           | Okhlopkovo                               | hameau                         | 160                          | Bourg ouvrier de Vyezdnoïe          |
| 63                           | Panfilovo                                | village                        | 39                           | Conseil rural de Chatovka           |
| 64                           | Pechelan                                 | possiolok                      | 107                          | Conseil rural de Bebiaïevo          |
| 65                           | Pechelan                                 | village                        | 206                          | Conseil rural de Bebiaïevo          |
| 66                           | Piter                                    | village                        | 14                           | Conseil rural de Lomovka            |
| 67                           | Piïavotchnoïe                            | hameau                         | 57                           | Conseil rural de Balakhonikha       |
| 68                           | Pokrovka                                 | hameau                         | 9                            | Conseil rural de Lomovka            |
| 69                           | Pologovka                                | règlement ferroviaire-gare     | 6                            | Conseil rural de Lomovka            |
| 70                           | Pologovka                                | village                        | 36                           | Conseil rural de Lomovka            |
| 71                           | Poliana                                  | possiolok                      | 10                           | Conseil rural de Kirillovka         |
| 72                           | Pochatovo                                | possiolok                      | 607                          | Conseil rural de Tchernoukha        |
| 73                           | Protopopovka                             | village                        | 371                          | Conseil rural de Kirillovka         |
| 74                           | Poustyn                                  | village                        | 569                          | Conseil rural de Tchernoukha        |
| 75                           | Pouchkarka                               | village                        | 168                          | Conseil rural de Chatovka           |
| 76                           | Piatintsy                                | village                        | 165                          | Conseil rural de Bolchoïe Toumanovo |
| 77                           | Rojdestvenski Maïdan                     | village                        | 41                           | Conseil rural de Lomovka            |
| 78                           | Sabloukovo                               | village                        | 89                           | Conseil rural de Kirillovka         |
| 79                           | Sady                                     | hameau                         | 6                            | Conseil rural de Lomovka            |
| 80                           | Salnikovo                                | hameau                         | 10                           | Conseil rural de Beriozovka         |
| 81                           | Sloboda                                  | possiolok                      | 3                            | Conseil rural de Kirillovka         |
| 82                           | Slobodnaïa                               | hameau                         | 43                           | Conseil rural de Bolchoïe Toumanovo |
| 83                           | Selioma                                  | village                        | 372                          | Conseil rural de Balakhonikha       |
| 84                           | Seliakino                                | village                        | 42                           | Conseil rural de Balakhonikha       |
| 85                           | Semionovo                                | village                        | 484                          | Conseil rural de Sliznevo           |
| 86                           | Skoriatino                               | village                        | 68                           | Conseil rural de Sliznevo           |
| 87                           | Slezavka                                 | règlement ferroviaire-gare     | 32                           | Conseil rural d'Abramovo            |
| 88                           | Sliznevo                                 | village                        | 481                          | Conseil rural de Sliznevo           |
| 89                           | Soloveïka                                | possiolok                      | 28                           | Conseil rural d'Abramovo            |
| 90                           | Staraïa Poustyn                          | possiolok                      | 35                           | Conseil rural de Tchernoukha        |
| 91                           | Stepanovo                                | village                        | 140                          | Conseil rural de Sliznevo           |
| 92                           | Soudeb                                   | hameau                         | 28                           | Conseil rural de Tchernoukha        |
| 93                           | Tamaïevka                                | hameau                         | 6                            | Conseil rural de Chatovka           |
| 94                           | Traktovy                                 | règlement ferroviaire parement | 8                            | Conseil rural de Kirillovka         |
| 95                           | Troïtski Skit                            | possiolok                      | 47                           | Conseil rural de Chatovka           |
| 96                           | Oupenskoïe 1-e                           | hameau                         | 202                          | Conseil rural de Kirillovka         |
| 97                           | Openskoïe 2-e                            | hameau                         | 18                           | Conseil rural de Kirillovka         |
| 98                           | Khvatovka                                | village                        | 802                          | Conseil rural d'Abramovo            |
| 99                           | Tcheremas                                | possiolok                      | 11                           | Conseil rural de Tchernoukha        |
| 100                          | Tchernoukha                              | village                        | 3364                         | Conseil rural de Tchernoukha        |
| 101                          | Tchetvertakovo                           | village                        | 68                           | Conseil rural de Sliznevo           |
| 102                          | Tchouvarleïka                            | hameau                         | 54                           | Conseil rural de Beriozovka         |
| 103                          | Chatovka                                 | village                        | 1774                         | Conseil rural de Chatovka           |
| 104                          | Cherstino                                | hameau                         | 28                           | Conseil rural de Beriozovka         |
| 105                          | Cherstino                                | village                        | 438                          | Conseil rural de Bolchoïe Toumanovo |

## Transport
Les autoroutes qui traversent le raïon sont la R158 (Nijni Novgorod-Saransk) et la R72 (Arzamas-Vladimir). Il est relié à Moscou par Ardatov, Vyksa, Mourom, Kassimov. Le raïon dispose de 363,05 km d'autoroutes.
À partir de décembre 2023, le raïon sera desservie par un échangeur de l'autoroute M12 Moscou - Kazan, une des trois sorties de l'autoroute dans l'oblast de Nijni Novgorod. L'échangeur sera situé au nord d'Arzamas, à l'intersection avec la R158, près du village de Pologovka.
Les lignes de chemin de fer qui relient l'arrondissement sont d'ouest en est Moscou-Kazan-Ekaterinbourg; et du nord au sud Nijni Novgorod-Rouzaïevka-Penza.